# نگورو شو

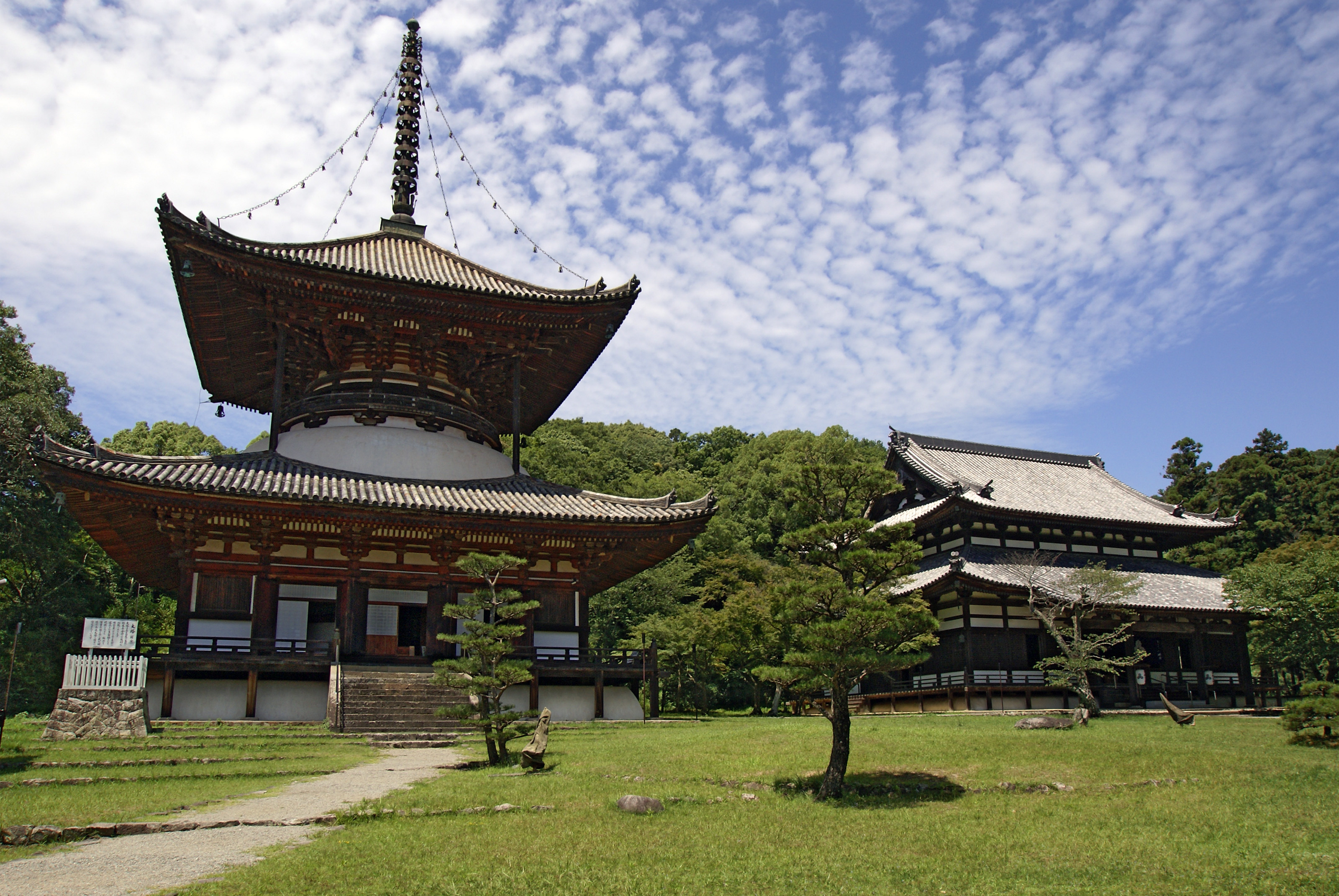
معبد نگورو

نگورو شو (به ژاپنی: 根来衆) نیروهای مسلح بودایی بودند که مرکز آن در دوره سنگوکو معبد نگورو در شمال ولایت کی (ایواده، واکایاما کنونی) بود. برخلاف نیروهای مسلح سایکا ایکی، راهبان نگورو شو با اودا نوبوناگا روابط دوستانه‌ای داشتند.